# Clare Bowen
Clare Bowen (* 12. Mai 1984 in Minnamurra, New South Wales) ist eine australische Schauspielerin und Sängerin, die durch ihre Rolle der Scarlett O’Connor in der Fernsehserie Nashville bekannt wurde.

## Leben
Bowens Eltern arbeiteten für die Fluglinie Qantas, wodurch sie schon in jungen Jahren viel durch die Welt reiste und zwischenzeitlich in Simbabwe lebte. Zwischen ihrem vierten und siebten Lebensjahr war sie an Krebs erkrankt. Zeitweilig wuchs sie in Stanwell Park auf und besuchte in Dulwich Hill, einem Vorort von Sydney, die Grundschule. 2006 schloss sie ihr Studium an der University of Wollongong mit einem Bachelor of Creative Arts ab.
2009 spielte Bowen als Sydney die weibliche Hauptrolle im Filmdrama The Combination. In den folgenden drei Jahren übernahm sie Rollen in mehreren Kurzfilmen und als Gastdarstellerin in den australischen Fernsehserien All Saints sowie Home and Away. Zu ihren größeren Filmauftritten in dieser Zeit zählen der Thriller The Clinic, der Horrorfilm 10 Days to Die und der Western Dead Man’s Burden. Von 2012 bis 2018 spielte sie die Hauptrolle der Sängerin Scarlett O’Connor in der US-Dramaserie Nashville.
Im Oktober 2017 heiratete Bowen den Sänger Brandon Robert Young.

## Filmografie
- 2005: Riding with Sugar (Kurzfilm)
- 2009: The Combination
- 2009: Chandon Pictures (Fernsehserie, Episode 2x01)
- 2009: All Saints (Fernsehserie, Episode 12x27)
- 2010: The Clinic
- 2010: Home and Away (Seifenoper, 4 Episoden)
- 2010: 10 Days to Die
- 2012: Suspended (Kurzfilm)
- 2012: Dead Man’s Burden
- 2012–2018: Nashville (Fernsehserie, 121 Episoden)
- 2020: Hungry Ghosts (Miniserie, 4 Episoden)
- 2021: Sand Dollar Cove (Fernsehfilm)
- 2022: #Xmas (Fernsehfilm)

## Diskografie

### Alben
- 2018: Clare Bowen